# Eeke van Nes
Eeke Geertruida van Nes (ur. 17 kwietnia 1969 w Delfcie) – holenderska wioślarka, medalistka igrzysk olimpijskich oraz mistrzostw świata.
Eeke van Nes była uczestniczką Letnich Igrzysk Olimpijskich 1996 w Atlancie, podczas których wraz z Irene Eijs zajęła 3. miejsce w konkurencji dwójek podwójnych. Podczas kolejnych igrzysk w Sydney van Nes zdobyła srebrne medale w konkurencji dwójek podwójnych oraz ósemek.
Jej ojciec Hadriaan van Nes również był wioślarzem, medalistą olimpijskim z 1968.

## Osiągnięcia
| Rok  | Zawody               | Miasto              | Miejsce | Konkurencja      |
| ---- | -------------------- | ------------------- | ------- | ---------------- |
| 1993 | mistrzostwa świata   | Račice              | 4.      | dwójka podwójna  |
| 1994 | mistrzostwa świata   | Indianapolis        | 4.      | dwójka podwójna  |
| 1995 | mistrzostwa świata   | Tampere             | 2.      | dwójka podwójna  |
| 1995 | mistrzostwa świata   | Tampere             | 3.      | czwórka podwójna |
| 1996 | igrzyska olimpijskie | Atlanta             | 3.      | dwójka podwójna  |
| 1996 | igrzyska olimpijskie | Atlanta             | 6.      | czwórka podwójna |
| 1997 | mistrzostwa świata   | Aiguebelette-le-Lac | 4.      | dwójka podwójna  |
| 1998 | mistrzostwa świata   | Kolonia             | 2.      | dwójka podwójna  |
| 1999 | mistrzostwa świata   | St. Catharines      | 3.      | dwójka podwójna  |
| 2000 | igrzyska olimpijskie | Sydney              | 2.      | dwójka podwójna  |
| 2000 | igrzyska olimpijskie | Sydney              | 2.      | ósemka           |